# 歐長清
歐長清（1925年5月5日—2009年4月12日），又譯歐長青，明鄉人，越南經濟學家，曾任越南共和國經濟部長、經濟與財政委員（相當於部長一職）。

## 生平
1925年5月5日，歐長清出生在一個明鄉人家庭中。父親歐傑林爲明理道創始人之一。
1963年越南共和國總統吳廷琰被殺害後，歐長清曾出任阮玉書內閣的經濟部長一職。:398
1966年，歐長清再次出任阮高祺領導的中央行政委員會（即所謂「戰時內閣」）的經濟與財政委員（相當於部長一職）。當年11月辭職。
辭去政府的職務後，歐長清開始從事政治活動，曾打算參加1967年越南共和國總統選舉，遭到政府阻止，並於1967年9月遭到逮捕。
1968年後，歐長清在法國加入「第三勢力」，力求以政治手段解決南越問題。1975年後長期定居法國，退休前任職於三洋公司。
2009年4月12日（一說4月11日），歐長清在法國逝世，享壽84歲。